# Пергамент Винделя
«Перга́мент Ви́нделя» (исп. Pergamino Vindel, галис. Pergamiño Vindel, порт. Pergaminho Vindel) — средневековый манускрипт конца XIII — начала XIV века, содержащий тексты 7 кантиг о друге галисийского жонглёра XIII век Мартина Кодаса (Кодакса) написанных на галисийско-португальском языке, 6 из этих песен сопровождаются музыкальной нотацией. Рукопись представляет собой единственный источник кантиг о друге с нотацией трубадурской школы Приренейского полуострова. Также имеет название «Пе́сенник Марти́на Кода́са» (Cancionero de Martin Codax), поскольку содержит подборку сочинений одного автора. Обнаружен в 1914 году в Мадриде, с 1977 года хранится в Библиотеке и музее Моргана, Нью-Йорк. Композиции обозначаются латинскими литерами N или T.
В то время как широко известны нотированные кодексы «Кантиг о Деве Марии», нотация к светским песням трубадуров Пиренейского полуострова сохранилась ещё только в одном источнике — в «Пергаменте Шаррера» с семью кантигами о любви (cantigas de amor) португальского короля Диниша I. «Пергамент Винделя» имеет важное значение в исследовании поэтической и музыкальной культуры Средних веков.

## История
Обнаружен в Мадриде в начале 1914 года букинистом Педро Винделем (Pedro Vindel, 1865—1921). Согласно рассказам сына Винделя, в 1914 году его отец купил философский трактат Цицерона De officiis в копии XIV века. В XVII или в XVIII веке для лучшей сохранности кодекс был обёрнут пергаментом. Открытие произошло случайно. Винделю, как владельцу букинистического магазина, было известно, что в качестве обложек могли использоваться древние манускрипты, поэтому вскоре на внутренней стороне обёртки была обнаружена рукопись с текстами и средневековой нотацией. На фотографиях документа до сих пор различимы горизонтальные следы от сгибов, когда он служил обложкой.
В 1914 году Виндель заявил о своей находке, и в 1915 году издал факсимиле манускрипта, само название которого выдаёт его, как не специалиста в области культуры Средних веков. Библиофил не был медиевистом, поэтому мог и не знать, что из наследия Мартина Кадаса не сохранились песни о любви, известны только 7 кантиг о друге галисийского жонглёра, но не XII века, а последней четверти XIII века. Не должно казаться странным название рецензии португальской исследовательницы К. М. де Вашконселуш, которое лишь воспроизводило часть ошибочного титула Винделя. Об этих неточностях сообщал Овьедо и Арсе, отметивший также ошибки Винделя при передаче текста рукописи.
В октябре 1918 года Виндель за 6 000 песет продал пергамент испанскому музыковеду Рафаэлю Митхана (Rafael Mitjana) для Уппсальского университета, но по сведениям М. П. Феррейры (Manuel Pedro Ferreira), Р. Митхана приобрёл ценнейший источник не для университетской библиотеки в Уппсале, а для личной коллекции. О дальнейшей судьбе рукописи исследователи не имели сведений на протяжении 50 лет. В настоящее время известен ещё один бывший владелец манускрипта — Отто Хаас (Otto Haas). С 1977 года хранится в Библиотеке и музее Моргана в Нью-Йорке.
Ценность манускрипта значительно повысилась после обнаружения «Пергамента Шаррера» в 1990 году. С октября 2017 года по март 2018 года рукопись выставлялась в Галисии.

## Описание
Пергамент имеет размер 452 x 336 мм. Висенс Белтран (Vicenç Beltran) датирует создание манускрипта 1276—1300 годами. В описании источника по месту хранения указывается, что пергамент датируется 1275—1299 годами, состоит из 2 листов по 2 колонки в каждом, 1 лист имеет размер 343 x 225 мм.. В названии сохраняется ошибочная классификация Винделя «Семь песен о любви» (исп. Siete canciones de amor), что требует пояснения: сочинения галисийско-португальских трубадуров в частности включали песни о любви, которые подразделялись на два основных жанра — собственно кантиги о любви (галис. cantigas de amor) или мужские любовные песни, создававшиеся по провансальскому канону концоны; и кантиги о друге (галис. cantigas de amigo) или женские любовные песни. Согласно М. П. Феррейре, эти жанры представляют две совершенно различные эстетические концепции. «Пергамент Винделя» доносит до нас именно женские песни о любви, то есть, точнее — кантиги о друге. Другие исследователи предполагают более широкий временной интервал — вторая половина XIII века.
На то, что пергамент состоит из 2-х листов указал М. П. Феррейра после повторного более тщательного обследования источника в 1998 году, когда обнаружил на средней вертикальной линии проколы, свидетельствующие о вероятности подшивки фолио в середине книги или брошюры, как это сделано в последнем критическом издании. Предполагается, что манускрипт предназначался в подарок или для обмена между поэтами. Определение авторства песен не вызвало никаких проблем, поскольку в левом верхнем углу рукописи значится имя: martin codax. К тому же композиции следуют в том же порядке, как и в рубрике Мартина Кодаса в составленных в XVI веке итальянских копиях сборников кантиг на галисийско-португальском языке «Песеннике Национальной библиотеки» (Cancioneiro da Biblioteca Nacional — CB) и «Песеннике Ватикана» (Cancioneiro da Vaticana — CV).
Тексты 7 кантиг о друге Мартина Кодаса записаны на галисийско-португальском языке готическим письмом, 6 песен сопровождаются квадратной нотацией. Тексты и нотация помещены на одной стороне листа.
Орнаментация инициалов и начертания строчных букв  «Пергамента Винделя» и «Песенника Ажуда» имеют близкое сходство.

## Содержание манускрипта

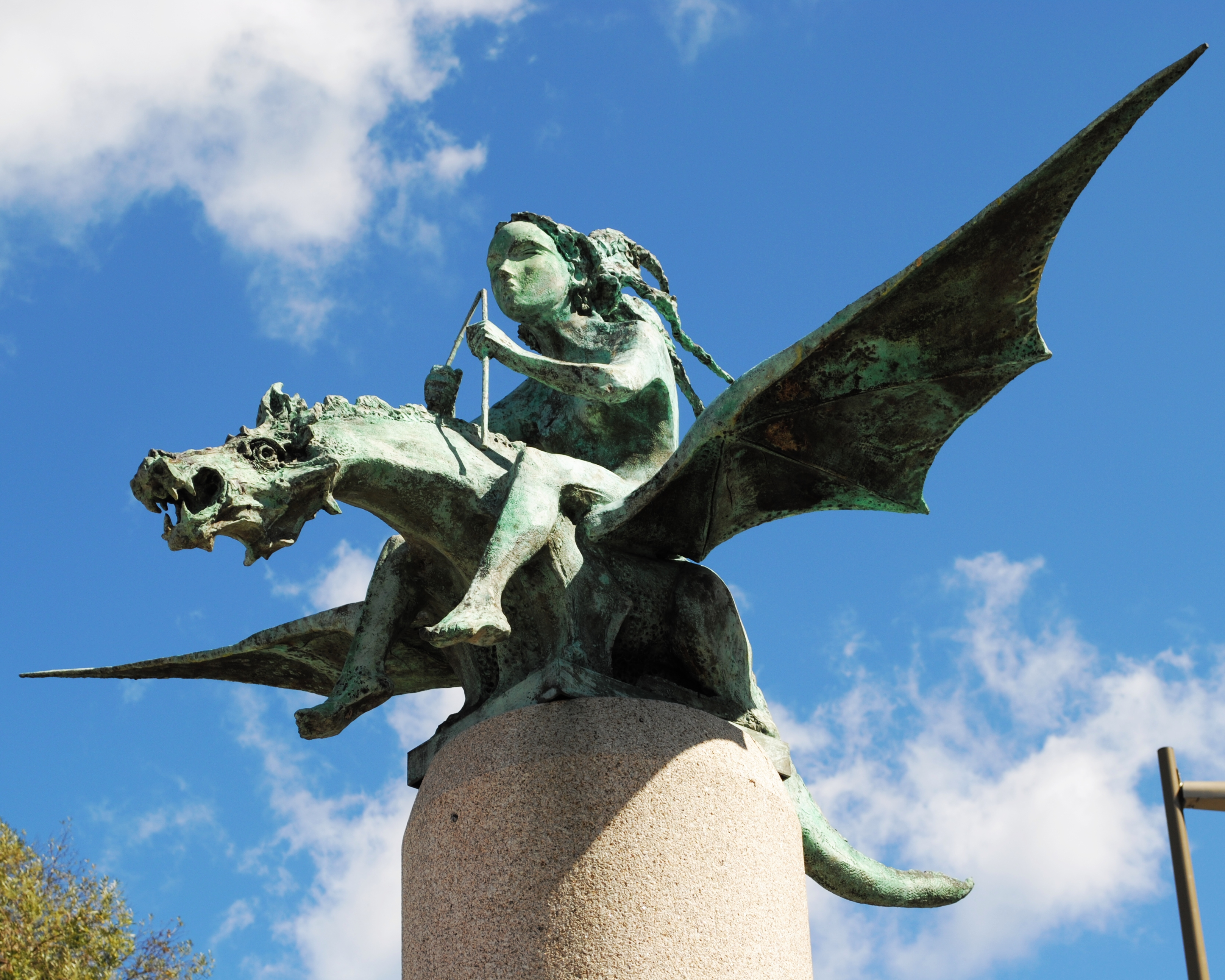
Фея и Дракон. Монумент посвящён Мартину Кодасу, Перо Меого, Мендиньо, Пайо Гомесу Шариньо, а также поэтам, певцам и трубадурам риа Виго. 2006. Виго.

Порядок песен одинаков во всех трёх средневековых источниках: «Пергаменте Винделя» (N 1—7), «Песеннике Национальной библиотеки» (B 1278 — B 1284) и «Песеннике Ватикана» (V 884 — V 890). Все песни имеют рефрен и составляют единый цикл:
- Ondas do mar de Vigo (N 1, B 1278, V 884)
- Mandad’hei comigo (N 2, B 1279, V 885)
- Mia irmana fremosa, treides comigo (N 3, B 1280, V 886)
- Ai Deus, se sab’ora meu amigo (N 4, B 1281, V 887)
- Quantas sabedes amar amigo (N 5, B 1282, V 888)
- Eno sagrado em Vigo (N 6, B 1283, V 889 — без нотации)
- Ai ondas que eu vim veer (N 7, B 1284, V 890)[15].

После публикации находки эти песни были записаны в интерпретациях ансамблей старинной музыки Галисии, Португалии, Швеции и других стран.

## Значимость и исследования
Исследователи XIX века предполагали, что песенники трубадуров составлялись на основе авторских свитков. Такие пергаментные свитки предназначались для распространения сочинений трубадуров при их исполнении жонглёрами, и в них записывались песни одного автора. Такую гипотезу выдвигал Ф. К. Диц, в 1877 году данное мнение разделял Густав Гробер (Gustav Gröber). До обнаружения «Пергамента Винделя» авторские свитки не были известны специалистам — их можно было увидеть лишь на миниатюрах рукописей. Предполагая, что пергамент был средней частью книги или брошюры, М. П. Ферейра не опровергал первоначальную гипотезу исследователей XIX века о свитке.
Вскоре после публикации факсимиле пергамента К. М. де Вашконселуш написала рецензию, где подчеркнула важность находки в качестве первого идентифицированного свитка с нотированными сочинениями трубадурской традиции. Исследовательница сравнила мадридский манускрипт с хранившимися в библиотеке Эскориала кодексами «Кантиг о Деве Марии», провела палеографический анализ и определила схожие черты с «Песенником Ажуда». Вскоре Эладио Овьедо и Арсе (Eladio Oviedo y Arce) выпустил критическое издание манускрипта. В первой части исследования Кодакс (Codax) или Кодас (Codaz) назван трубадуром и трубадуром-жонглёром, а в тексте опубликованной спустя 2 месяца третьей части, хотя галисийский автор и именовался трубадуром, в названии был обозначен жонглёром, как затем у Тафал и Абада. Виндель полагал, что песни Кодаса следует исполнять в два или три голоса: сопрано сопровождается арфой, тенор — лютней, бас — малым барабаном, хор аккомпанирует бубнами, кастаньетами и бубенцами. Тафал и Абад считал, что эти песни предназначались для сольного исполнения, поскольку специфика жанра кантиги о друге, то есть женской любовной песни, предполагает, что их поёт девушка.
С того момента творчество Мартина Кодаса привлекло повышенный интерес специалистов трёх областей: музыкальной, источниковедческой и филологической. Музыковедческие изыскания начал Ихинио Англес (Higinio Anglés), продолжил Иcмаэл Фернандес де ла Куеста (Ismael Fernández de la Cuesta) и развил Мануэл Педро Феррейра (Manuel Pedro Ferreira). Критическое издание кантиг Мартина Кодаса, опубликованное бразильским филологом Селсу Феррейрой да Кунья (Celso Ferreira da Cunha), внесло большой вклад в филологическое изучение манускрипта и до сих пор пользуется заслуженным авторитетом.
Случайная находка Педро Винделя подтвердила гипотезу о том, что сборники светских кантиг или песенники составлялись на основе аналогичных пергаментов с записями композиций одного автора. Такое мнение закрепилось после обнаружения «Пергамента Шаррера» в 1990 году. Уникальность и исключительная ценность рукописи заключается в том, что в ней содержатся единственные 7 кантиг о друге галисийского автора Средних веков с нотацией.
«Пергамент Винделя» кардинально изменил взгляды учёных на творчество авторов трубадурской школы Пиренейского полуострова, поскольку ранее, до 1914 года, их искусство расценивалось исключительно как поэзия. Обнаружение манускрипта придало новый импульс изучению культуры Средневековья. Обширная библиография по теме составлена Висенсом Белтраном.

## Издания
- Codax, Martin. Las siete Canciones de Amor. Poema musical del siglo XII :  [исп.] / Publícase en facsímil, ahora por primera vez, con algunas notas recopiladas por Pedro Vindel / Va acompañado de nueve fotograbados. — 1.ª edición. — Madrid, 1915.
- Pergamino Vindel :  [исп.] / Martin Codax / Edición trilingüe castellano-gallego-inglés ilustrado en color, a cargo de Mariña Arbor; prefacio de Harvey L. Sharrer. — facsimile. — M. Moleiro Editor, 2016. — 317 p. — 987 экз. — ISBN 978-84-16509-16-4.  (галис.) (англ.) CD con las Cantigas de Martin Codax cantadas por la soprano Speranza Cerullo.